# Zahra Pedersen
Zahra Pedersen (født 1987) er en dansk forfatter.
Den 7. juni 2021 udkom hendes debutroman Ti kameler for Ameera, — en roman i genren chicklit og beskrevet som en "muslimsk Bridget Jones".
Pedersen var vært på DR K-programmet "Kampen og mig".
Hun er datter af Abdul Wahid Pedersen,
og har været kandidat for Frie Grønne i 2020.